# 1985年のスポーツ
1985年のスポーツ（1985ねんのスポーツ）では、1985年（昭和60年）のスポーツ関連の出来事についてまとめる。

## できごと
- 1月9日 - 両国国技館落成式
- 1月15日 - 大相撲の北の湖引退
- 4月29日 - 第91回天皇賞（春）でシンボリルドルフ優勝、シンザン以来史上2頭目の5冠馬に
- 5月6日 - 全日本バレーボール選手権で、男子はサントリーが6年ぶり、女子は日立が4年連続13度目の優勝
- 5月11日 - ブラッドフォード・サッカー場火災。イギリス・ブラッドフォードのサッカー場で試合中に火災が発生し、56人が死亡。
- 5月29日 - UEFAチャンピオンズカップ決勝、リヴァプール対ユヴェントス戦でサポーター乱闘により死者（ヘイゼルの悲劇）
- 6月17日 - 柔道の山下泰裕、引退
- 7月7日 - テニスのボリス・ベッカー、ウィンブルドン男子シングルスで「17歳7ヶ月」の史上最年少優勝達成
- 8月7日 - 中高年のスポーツ祭典、第1回ワールドマスターズゲームズ開幕
- 8月10日 - 全米女子アマチュアゴルフ選手権で服部道子が日本人として初優勝
- 8月24日 - ユニバーシアード・神戸大会開幕
- 10月6日 - 世界耐久選手権日本大会で、マーチ・85G/日産を駆る星野一義が優勝。日本人ドライバーとして初の国際自動車連盟（FIA)世界選手権勝利
- 10月16日 - 日本プロ野球の阪神タイガースが21年ぶりにセントラル・リーグ優勝
- 11月2日 - 阪神タイガース、西武ライオンズを下し、2リーグ化後初の日本一
- 11月5日 - 日本プロ野球選手会、労働組合として認定

## 総合競技大会
- 第12回冬季ユニバーシアード（イタリア・ベッルーノ・2月16日～24日） - 日本の獲得メダル:金1、銀0、銅1
- 第3回スペシャルオリンピックス冬季世界大会（アメリカ・パークシティ、ソルトレイクシティ・3月24日～29日）
- 第15回世界ろう者競技大会（ロサンゼルス・7月10日～20日） - 日本の獲得メダル:金8、銀5、銅2
- 第2回ワールドゲームズ（ロンドン・7月25日～8月4日）
- 第1回ワールドマスターズゲームズ（カナダ・トロント・8月7日～25日）
- 第13回夏季ユニバーシアード（神戸・8月24日～9月4日） - 日本の獲得メダル:金6、銀3、銅7
- 第40回わかとり国体（冬季スケート・アイスホッケー - 青森県・1月29日～2月1日、冬季スキー - 群馬県・2月20日～23日、夏季 - 鳥取県・9月15日～18日、秋季 - 鳥取県・10月20日～25日）
天皇杯順位:優勝 鳥取県、第2位 埼玉県、第3位 東京都
皇后杯順位:優勝 鳥取県、第2位 大阪府、第3位 東京都

## アイスホッケー
- スタンレーカップ決勝（1984-1985シーズン）
エドモントン・オイラーズ （4勝1敗） フィラデルフィア・フライヤーズ

## アメリカンフットボール

### NFL
- AFCチャンピオンシップゲーム（1月6日、マイアミ・オレンジボウル）
マイアミ・ドルフィンズ 45 - 28 ピッツバーグ・スティーラーズ
- NFCチャンピオンシップゲーム（1月6日、キャンドルスティック・パーク）
サンフランシスコ・49ers 23 - 0 シカゴ・ベアーズ
- 第19回スーパーボウル（1月20日、カリフォルニア州スタンフォード・スタジアム）
サンフランシスコ・49ers (NFC、3年ぶり2度目) 38-16 マイアミ・ドルフィンズ (AFC)

### 日本の大会
- 第38回ライスボウル(1月3日、国立霞ヶ丘競技場陸上競技場）
日本大学フェニックス(学生代表) 53-21 レナウン・ローバーズ(社会人代表）
- 第40回毎日甲子園ボウル(12月8日、兵庫県西宮市・阪神甲子園球場）
関西学院大学ファイターズ(関西学生代表) 48-46 明治大学ギルフィンズ(関東学生代表)

## 競馬

### 日本のGI競走
中央競馬
- 桜花賞（阪神・4月7日） 優勝：エルプス、騎手：木藤隆行
- 皐月賞（中山・4月14日） 優勝：ミホシンザン、騎手：柴田政人
- 天皇賞（春）（京都・4月29日） 優勝：シンボリルドルフ、騎手：岡部幸雄
- 安田記念（東京・5月12日) 優勝：ニホンピロウイナー 騎手：河内洋
- 優駿牝馬（オークス）（東京・5月19日) 優勝：ノアノハコブネ、騎手：音無秀孝
- 東京優駿（日本ダービー）（東京・5月26日) 優勝：シリウスシンボリ、騎手：加藤和宏
- 宝塚記念（阪神・6月2日) 優勝：スズカコバン、 騎手：村本善之
- 天皇賞（秋）（東京・10月27日） 優勝：ギャロップダイナ、騎手：根本康広
- エリザベス女王杯（京都・11月3日） 優勝：リワードウイング、騎手：内田国夫
- 菊花賞（京都・11月10日） 優勝：ミホシンザン、騎手：柴田政人
- マイルチャンピオンシップ（京都・11月17日） 優勝：ニホンピロウイナー、騎手：河内洋
- ジャパンカップ（東京・11月24日） 優勝：シンボリルドルフ、騎手：岡部幸雄
- 朝日杯3歳ステークス（中山・12月15日） 優勝：ダイシンフブキ、騎手：菅原泰夫
- 阪神3歳ステークス（阪神・12月15日） 優勝：カツラギハイデン、騎手：西浦勝一
- 有馬記念（中山・12月22日） 優勝：シンボリルドルフ、騎手：岡部幸雄

### 優駿賞
- 年度代表馬・最優秀5歳以上牡馬　シンボリルドルフ
- 最優秀3歳牡馬　ダイシンフブキ
- 最優秀3歳牝馬　メジロラモーヌ
- 最優秀4歳牡馬・最優秀父内国産馬　ミホシンザン
- 最優秀4歳牝馬　エルプス
- 最優秀5歳以上牝馬　グローバルダイナ
- 最優秀スプリンター　　ニホンピロウイナー
- 最優秀ダートホース　アンドレアモン
- 最優秀障害馬　オンワードボルガ
- 最優秀アラブ　ウルフケイアイ・タイムパワー

## ゴルフ

### 世界4大大会（男子）
- マスターズ優勝者：ベルンハルト・ランガー（西ドイツ）
- 全米オープン優勝者：アンディ・ノース（アメリカ）
- 全英オープン優勝者：サンディ・ライル（スコットランド）
- 全米プロゴルフ優勝者：ヒューバート・グリーン（アメリカ）

ランガーがドイツ人ゴルファーとして初のメジャー大会優勝を達成したが、テニスのベッカーほどのきらびやかさはなかった。

### 世界4大大会（女子）
- ナビスコ・ダイナ・ショア大会優勝者：アリス・ミラー（アメリカ）
- 全米女子プロゴルフ優勝者：ナンシー・ロペス（アメリカ）
- 全米女子オープン優勝者：キャシー・ベーカー（アメリカ）
- デュモーリエ・クラシック優勝者：パット・ブラッドリー（アメリカ）

### 日本
- 賞金王（男子）：中島常幸
- 賞金女王：涂阿玉

## サッカー
- 第64回天皇杯全日本サッカー選手権大会決勝
読売クラブ 2-0 古河電工
- 日本サッカーリーグ
1部優勝:古河電工
2部優勝:松下電器

## 自転車競技

### トラックレース
- 世界選手権トラック競技（8月22日～9月1日・イタリア・バッサノ）
プロ・スプリント優勝：中野浩一（9連覇）
プロ・ケイリン優勝：ウース・フローラー

### ロードレース
- 第68回ジロ・デ・イタリア
総合優勝：ベルナール・イノー（フランス）
- 第72回ツール・ド・フランス
総合優勝：ベルナール・イノー（フランス）
- 世界選手権
プロ・個人ロードレース優勝:ヨープ・ズートメルク （オランダ）

## テニス

### グランドスラム
- 全仏オープン　男子単優勝：マッツ・ビランデル（スウェーデン）、女子単優勝：クリス・エバート・ロイド（アメリカ）
- ウィンブルドン　男子単優勝：ボリス・ベッカー（西ドイツ）、女子単優勝：マルチナ・ナブラチロワ（アメリカ）
- 全米オープン　男子単優勝：イワン・レンドル（チェコスロバキア）、女子単優勝：ハナ・マンドリコワ（チェコスロバキア）
- 全豪オープン　男子単優勝：ステファン・エドベリ（スウェーデン）、女子単優勝：マルチナ・ナブラチロワ（アメリカ）

全豪オープンはこの年まで12月の年末に開催された。メルボルン市内に新しいナショナル・テニス・センターを建設することになり、1987年から1月後半開催に定着する。全米オープンで、レンドルが3年連続準優勝の屈辱を晴らし、ついに大会初優勝を飾った（以後大会3連覇）。ベッカーについては「できごと」で前述。

## プロレス
- プロレス大賞MVP:藤波辰爾（新日本プロレス）
- IWGP&WWFチャンピオンシリーズ（新日本プロレス）優勝：アントニオ猪木（2年連続）
- 世界最強タッグ決定リーグ戦（全日本プロレス） 優勝：スタン・ハンセン&テッド・デビアス組

## モータースポーツ

### 世界
- F1世界選手権　
  - ドライバーズ:アラン・プロスト
  - コンストラクターズ:マクラーレン・TAG
- 世界ラリー選手権（WRC）
  - ドライバーズ:ティモ・サロネン
  - メイクス:プジョー
- 世界耐久選手権（WEC）
  - ドライバーズ:デレック・ベル/ハンス＝ヨアヒム・シュトゥック
  - チームズ:ロスマンズ・ポルシェ

### 日本
- 全日本F2選手権　中嶋悟
- 鈴鹿F2選手権　　中嶋悟
- 富士GC　　　　　　　星野一義
- 全日本耐久選手権　高橋国光
- 全日本ツーリングカー選手権　長坂尚樹

## ラグビー
- 日本ラグビーフットボール選手権大会決勝（国立霞ヶ丘競技場陸上競技場・1月15日）
新日鉄釜石 31-17 同志社大学

新日鉄釜石7連覇達成

## 誕生

### 1月
- 1月2日 - 滕海浜（中国、体操）
- 1月7日 - ルイス・ハミルトン（イギリス、レーシングドライバー）
- 1月11日 - 中嶋一貴（愛知県、レーシングドライバー）
- 1月16日 - ジョー・フラッコ（アメリカ合衆国、アメリカンフットボール）
- 1月28日 - 宮間あや（千葉県、サッカー）

### 2月
- 2月2日 - 田中利幸（福岡県、馬術）
- 2月5日 - クリスティアーノ・ロナウド（ポルトガル、サッカー）
- 2月6日 - 加藤条治（山形県、スピードスケート）
- 2月19日 - 新田雄史（三重県、競艇）
- 2月28日 - エレナ・ヤンコビッチ（セルビア、テニス）

### 3月
- 3月11日 - 白鵬翔（モンゴル、相撲）
- 3月16日 - 廣瀬栄理子（兵庫県、バドミントン）
- 3月21日 - エイドリアン・ピーターソン（アメリカ合衆国、アメリカンフットボール）
- 3月24日 - 平野早矢香（栃木県、卓球）
- 3月28日 - スタン・ワウリンカ（スイス、テニス）
- 3月30日 - 峰竜太（佐賀県、競艇）

### 4月
- 4月2日 - ステファン・ランビエール（スイス、フィギュアスケート）
- 4月15日 - 黒瀬春樹（岐阜県、野球）
- 4月17日 - 本田拓也（神奈川県、サッカー）
- 4月20日 - 篠田純平（神奈川県、野球）
- 4月21日 - 藤井拓郎（大阪府、水泳）
- 4月22日 - 増嶋竜也（千葉県、サッカー）
- 4月26日 - 中川裕貴（滋賀県、野球）
- 4月26日 - 魚谷香織（山口県、競艇）

### 5月
- 5月2日 - サラ・ヒューズ（アメリカ合衆国、フィギュアスケート）
- 5月3日 - エセキエル・ラベッシ（アルゼンチン、サッカー）
- 5月3日 - 濱島尚人 (北海道、アイスホッケー)
- 5月10日 - 西村健太朗（広島県、野球）
- 5月16日 - 田中和仁（和歌山県、体操）
- 5月17日 - マット・ライアン（アメリカ合衆国、アメリカンフットボール）
- 5月21日 - 長谷部康平（岐阜県、野球）
- 5月27日 - 堂上剛裕（愛知県、野球）

### 6月
- 6月2日 - 宮西尚生（兵庫県、野球）
- 6月6日 - 平山相太（福岡県、サッカー）
- 6月7日 - 北勝国英明（山形県、相撲）
- 6月7日 - カレン・ロバート（茨城県、サッカー）
- 6月17日 - マルコス・バグダティス（キプロス、テニス）
- 6月19日 - 増田誓志（宮崎県、サッカー）
- 6月19日 - 宮里藍（沖縄県、ゴルフ）
- 6月27日 - 大場翔太（東京都、野球）
- 6月27日 - スベトラーナ・クズネツォワ（ロシア、テニス）
- 6月30日 - マイケル・フェルプス（アメリカ合衆国、水泳）

### 7月
- 7月13日 - 平山智加（香川県、競艇）
- 7月16日 - 若三藤成豊（青森県、相撲）

### 8月
- 8月2日 - 千田健太（宮城県、フェンシング）
- 8月25日 - 中野友加里（愛知県、フィギュアスケート）
- 8月28日 - 伊野波雅彦（宮崎県、サッカー）
- 8月30日 - リーゼル・ジョーンズ（オーストラリア、水泳）

### 9月
- 9月3日 - リカルジーニョ（ポルトガル、フットサル）
- 9月6日 - 水野晃樹（静岡県、サッカー）
- 9月17日 - アレクサンドル・オベチキン（ロシア、アイスホッケー）
- 9月18日 - 中道瞳（京都府、バレーボール）
- 9月22日 - 成田童夢（大阪府、スノーボード）
- 9月23日 - 川澄奈穂美（神奈川県、サッカー）
- 9月23日 - クリス・ジョンソン（アメリカ、アメリカンフットボール）
- 9月24日 - 城所龍磨（愛知県、野球）
- 9月29日 - ダニ・ペドロサ（スペイン、オートバイレーサー）
- 9月29日 - カルビン・ジョンソン（アメリカ、アメリカンフットボール）

### 10月
- 10月13日 - 成瀬善久（栃木県、野球）
- 10月14日 - 前田美順（鹿児島県、バドミントン）
- 10月15日 - 川田将雅（佐賀県、競馬）
- 10月16日 - ケーシー・ストーナー（オーストラリア、オートバイレーサー）
- 10月24日 - ウェイン・ルーニー（イングランド、サッカー）

### 11月
- 11月3日 - 聖澤諒（長野県、野球）
- 11月18日 - アリソン・フェリックス（アメリカ、陸上競技）
- 11月18日 - 三宅宏実（埼玉県、ウエイトリフティング）
- 11月25日 - 太田雄貴（滋賀県、フェンシング）

### 12月
- 12月13日 - 横峯さくら（鹿児島県、ゴルフ）
- 12月19日 - 李忠成（東京都、サッカー）
- 12月22日 - 池田勇太（千葉県、ゴルフ）

## 死去
- 1月4日 - 久保寺雄二（静岡県、野球、*1958年）
- 3月19日 - 永沢富士雄（北海道、野球、*1904年）
- 3月29日 - ゲルハルト・シュテック（ドイツ、陸上競技、*1911年）
- 3月30日 - 大島鎌吉（石川県、陸上競技、*1908年）
- 4月10日 - 田中義雄（アメリカ、野球、*1907年）
- 4月15日 - ジャック・メディカ（アメリカ、水泳、*1914年）
- 5月25日 - 中村清（旧朝鮮、陸上競技、*1913年）
- 6月10日 - 吉原功（北海道、プロレス、*1930年）
- 6月11日 - 中島啓之（広島県、競馬、*1943年）
- 7月2日 - デビッド・パーレイ、（イギリス、自動車レース、*1945年）
- 7月9日 - マーガレット・モールズワース（オーストラリア、テニス、*1894年）
- 7月22日 - マッチ・イェルビネン（フィンランド、陸上競技、*1909年）
- 7月24日 - たこ八郎（宮城県、ボクシング、*1940年）
- 8月1日 - ヘレーネ・エンゲルマン（オーストリア、フィギュアスケート、*1898年）
- 8月12日 - 竹下元章（兵庫県、野球、* 1937年）
- 8月12日 - 辻昌憲（自転車競技、*1946年）
- 8月12日 - マンフレッド・ヴィンケルホック（ドイツ、自動車レース、*1951年）
- 9月1日 - ステファン・ベロフ（ドイツ、自動車レース、*1957年）
- 11月1日 - 大内山平吉（茨城県、相撲、*1926年）
- 11月8日 - ニコラ・フランツ（ルクセンブルク、自転車競技、*1899年）
- 12月13日 - 宮本留吉（兵庫県、ゴルフ、*1902年）
- 12月14日 - ロジャー・マリス（アメリカ、野球、*1934年）
- 12月27日 - ハリー・ホップマン（オーストラリア、テニス、*1906年）
- 12月27日 - ジャン・ロンドー（フランス、自動車レース、*1946年）